# Pleurostomophora richardsiae
Pleurostomophora richardsiae är en svampart som först beskrevs av John Axel Nannfeldt, och fick sitt nu gällande namn av L. Mostert, W. Gams & Crous 2004. Pleurostomophora richardsiae ingår i släktet Pleurostomophora och familjen Pleurostomataceae.   Inga underarter finns listade i Catalogue of Life.